# خايرو رودريغيز
خايرو رودريغيز (بالإسبانية: Jairo Rodríguez)‏ هو دراج كولومبي، ولد في 18 أكتوبر 1949.

## وصلات خارجية
- خايرو رودريغيز على موقع أرشيف الدراجات (الإنجليزية)
- خايرو رودريغيز على موقع أوليمبيديا (الإنجليزية)